# Eternithaus

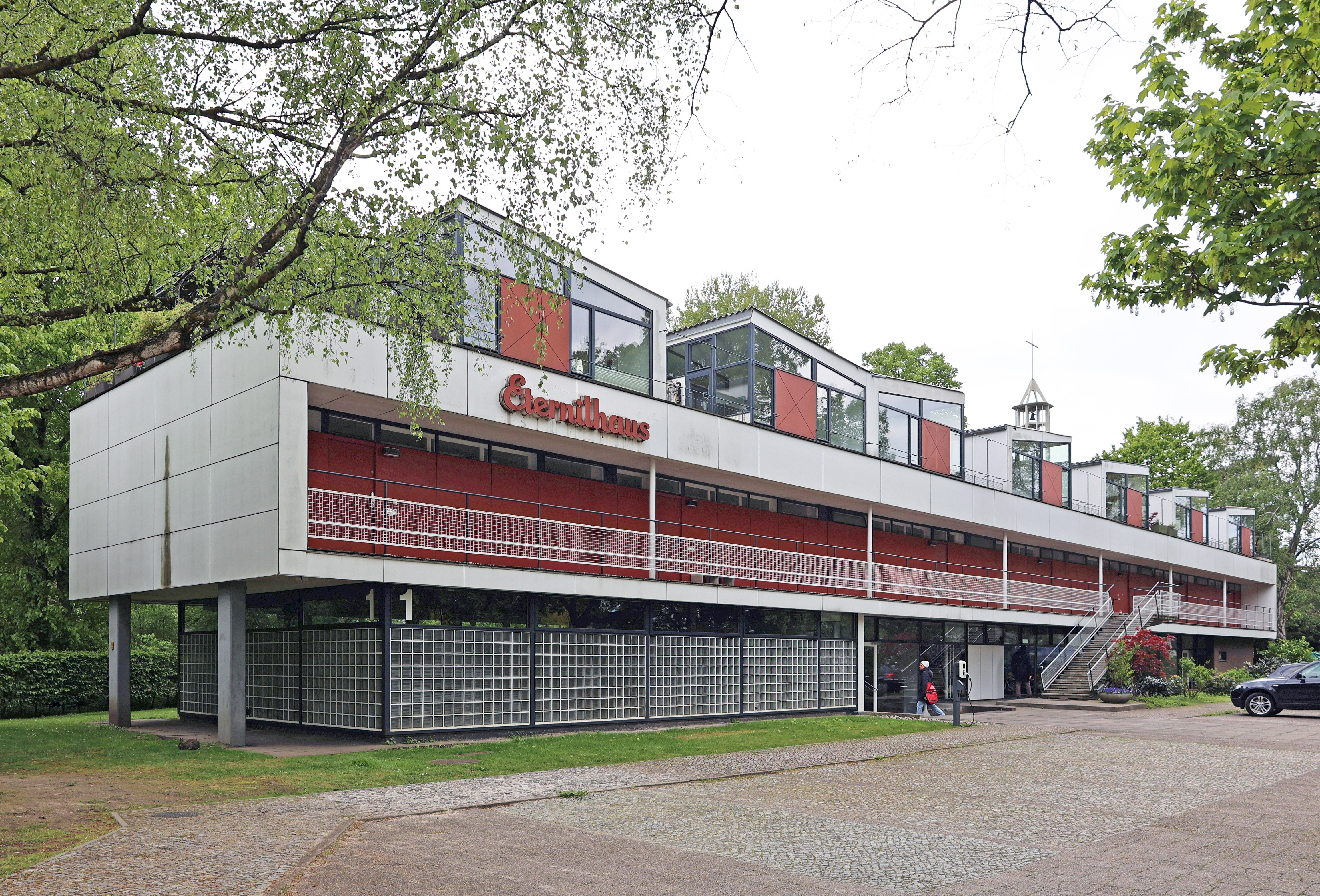
Eternithaus in der Altonaer Straße 1 in Berlin-Hansaviertel

Das Eternithaus (Interbau Objekt Nr. 25) ist Teil einer denkmalgeschützten Wohnanlage in der Altonaer Straße 1 im Berliner Ortsteil Hansaviertel. Es wurde 1957 von Paul Baumgarten anlässlich der Interbau errichtet. Bauherr war die Eternit AG Deutschland und als Wandverkleidungen wurden Faserzementplatten der Eternit-Werke eingesetzt.

## Geschichte und Funktion des Gebäudes

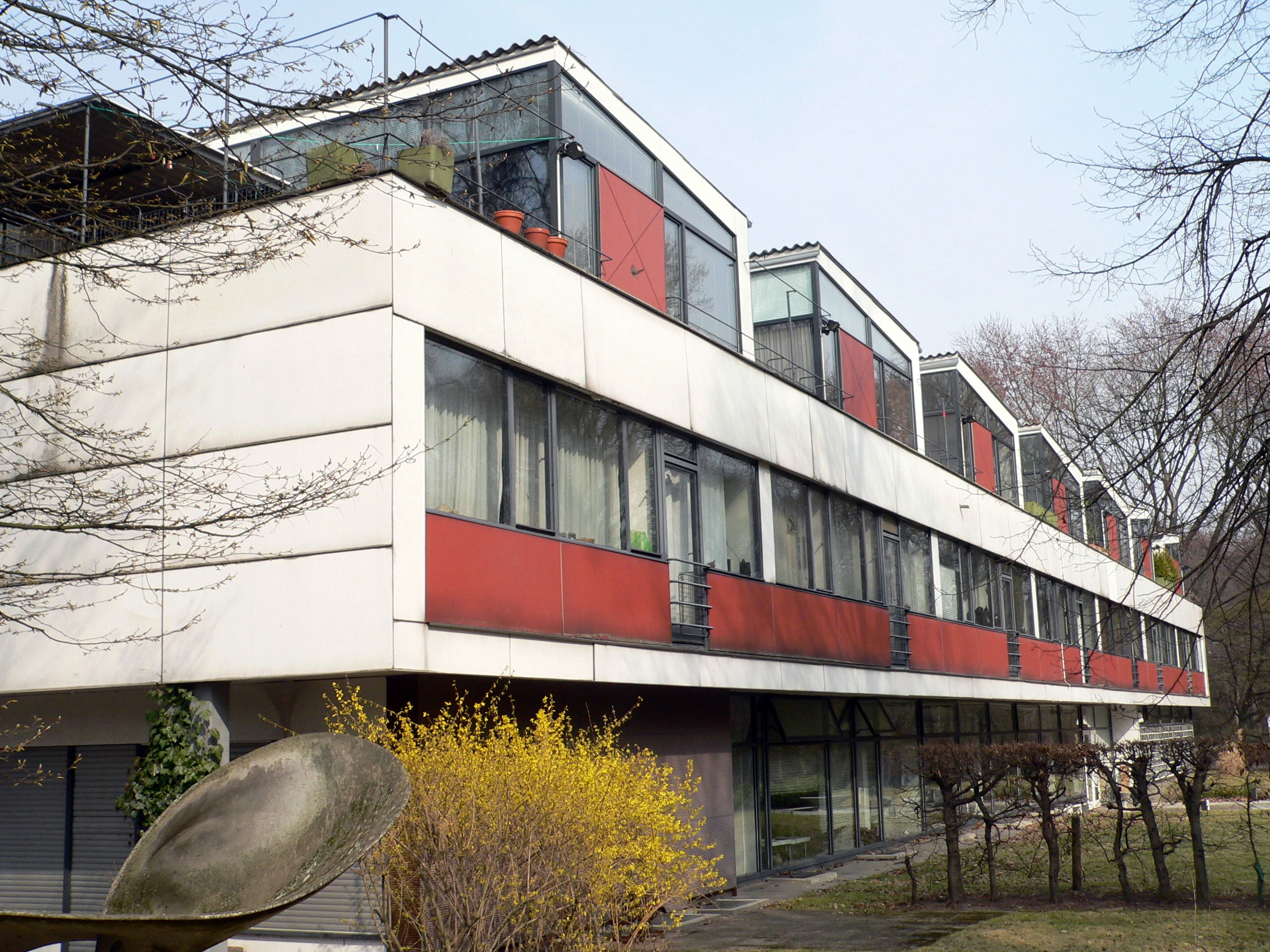
Rückseite des Eternithauses

Das Gebäude ist Teil der Gesamtanlage der Interbau, die zwischen Altonaer Straße, Bartning- und Händelallee sowie dem Hanseatenweg und der Klopstockstraße entstand. Sie zeigt den städtebaulichen Neubeginn nach dem Zweiten Weltkrieg an, wird aber auch als Antwort auf die Großbauten in der DDR wie beispielsweise die damalige Stalinallee (heute: Karl-Marx-Allee) gewertet.
Die offene Gestaltung der Anlage spiegelt sich auch in dem Gebäude wider. So wurde das weitgehend verglaste Erdgeschoss ursprünglich als Ausstellungsfläche genutzt, während die beiden oberen Geschosse zu Wohnzwecken verwendet wurden; damit sollte ein Wohnen im Grünen „ohne Behelligung durch die an dieser Stelle sehr zahlreichen Passanten“ ermöglicht werden. Die Fassaden der über einen Laubengang miteinander verbundenen Maisonettewohnungen sind im ersten Stock durch ein gemeinsames durchlaufendes Fensterband zusammengefasst, während die pavillonartigen Obergeschosse mit ihren Pultdächern rhythmisch durch die Dachterrassen unterbrochen werden. Der Kulturwissenschaftler Tido von Oppeln bewundert das Gebäude „aufgrund seiner Linienführung und dem subtilen Nebeneinander von privaten und öffentlichen Räumen.“
Das Gebäude ist 54,75 Meter lang, 9,25 Meter breit und 9,10 Meter hoch und wurde als Stahlbetonkonstruktion in Schottenbauweise errichtet. Die Wohnungen verfügen im ersten Stock auf 50 m² über ein Schlafzimmer, zwei Kinderzimmer, einen Abstellraum sowie Bad und getrenntes WC, auf den 43 m² des über eine Innentreppe erreichbaren obersten Geschosses sind die Küche mit Essbereich und das große Wohnzimmer untergebracht. Die 2,70 m tiefe Dachterrasse ist von beiden Bereichen aus erreichbar. Viele Räume verfügen über Einbauschränke. Das Gebäude ist teilunterkellert, hier befinden sich eine Waschküche mit Trockenbereich, Heizanlagen und die Kellerräume zu den Wohnungen.
Die Räume im Erdgeschoss werden heute als Büroräume eines Personaldienstleisters genutzt, die oberen Geschosse nach wie vor als Wohnraum.

„Unübersehbar prangt das Logo ‚Eternithaus‘ in der typischen Schreibschrift mit roten Leuchtbuchstaben über dem ersten Obergeschoss. […] Die Vielfalt der Eternitprodukte, die Paul Baumgarten beim Eternithaus einsetzte, reichten von der Fassadenverkleidung in Weiß und Hellgrau, sämtlichen Regen- und Abwasserrohren, Treppenstufen, Türzargen, Heizkörperverkleidungen bis zu den Fensterbrettern.“